# Funkcja impresywna języka
Funkcja impresywna (konatywna, nakłaniająca) – funkcja wypowiedzi polegająca na wpływaniu na odbiorcę.
Funkcja impresywna służy oddziaływaniu na sądy, przekonania i wolę odbiorcy. Komunikaty impresywne charakteryzują się wykorzystaniem pytań retorycznych i wykrzyknień, wyraźnych zwrotów do odbiorcy i odpowiedniej intonacji, a także odwołań do sfery uczuciowej i intelektualnej odbiorcy.

## Środki językowe realizujące tę funkcję
- czasowniki: „musieć”, „powinien”, „trzeba”;
- tryb rozkazujący: pytanie użyte w formie trybu rozkazującego;
- pytania retoryczne;
- bezokoliczniki, np. „nie wychylać się”.

## Występowanie
- komendy, polecenia służbowe, adnotacje;
- poradniki, instrukcje;
- prośby, podania;
- slogany, kampanie reklamowe;
- poezja;
- zwykła rozmowa;
- publicystyka;
- reklama.